# ケニア植民地

ケニア植民地及び保護領
Colony and Protectorate of Kenya (英語)

国歌: God Save the Queen（英語）
女王陛下万歳

1909年の地図

ケニア植民地（英語: Kenya Colony）は、イギリスの植民地である。
イギリス領東アフリカが直轄植民地に移行したことによって設立された。「ケニア植民地」は内陸部の地域を指し、ザンジバルのスルターンから借りていた16kmの海岸地帯は「ケニア保護領」だったが、この二つは一つにまとめて統治されていた。
1963年には、初めてケニア人が多数派を占める政府が選出され、ケニア共和国として独立したため廃止された。